# Michele Strogoff (film 1956)
Michele Strogoff è un film del 1956 diretto da Carmine Gallone, tratto dall'omonimo romanzo di Jules Verne.

## Trama
Il capitano Michele Strogoff viene convocato nel Palazzo d'Inverno e incaricato dallo zar di un'importante missione: dovrà portare i piani di trasferimento delle truppe nella città siberiana di Irkutsk, minacciata da forze ostili. Strogoff sa che, per compiere la missione assegnatali, dovrà intraprendere un viaggio lungo e difficoltoso, fronteggiando numerosi pericoli e che in nessun caso dovrà lasciare che il suo messaggio cada nelle mani dei nemici. Poco dopo la sua partenza da Pietroburgo incontra il primo pericolo sotto le sembianze della seducente Sangarre, l'amante dell'ex ufficiale russo Ivan Ogareff, che affianca gli ostili Tatari sotto il comando di Feofar Khan: Sangarre sta alle costole di Strogoff con lo scopo di entrare in possesso dei piani segreti. Strogoff viaggia come sotto copertura nei panni del mercante di stoffe Korparov, accompagnato da Nadja Fedorovna, una giovane che desidera ricongiungersi con suo padre che vive a Irkutsk e che egli presenta come la propria moglie. Alla partenza del treno verso l'est il corriere dello zar fa la conoscenza anche del giornalista francese Jolivet e del suo collega britannico Henry Blount, che vogliono scrivere un reportage sulla situazione in oriente.
Michele Strogoff non ha idea che anche il suo nemico Ogareff, tanto potente quanto crudele, si sta dirigendo a Irkutsk, per condurre le armate tatare alla presa della città. I due s'incontrano, ignorando l'uno l'identità dell'altro, ed hanno subito un violento alterco a causa di un cambio di cavalli, che ciascuno dei due vorrebbe per sé. Per non tradire la propria identità, il corriere dello zar sopporta le rozze maniere del brutale Ogareff. Successivamente, Strogoff e Nadja sono attaccati dai Tartari mentre attraversano un fiume su un traghetto. Michael Strogoff è il solo che riesca a sfuggire agli assalitori, gli altri vengono trucidati o fatti prigionieri. Nel frattempo Ogareff prepara la conquista di Irkutstk con estrema ferocia, al punto che la sua brutalità non è risparmiata neppure alla stessa Sangarre, che a poco a poco inizia a dubitare se il suo legame con Ogareff sia giusto. Questi, ormai in preda alla follia, progetta persino d'impadronirsi dell'intera Siberia e lascia dietro di sé, tra i villaggi dati alle fiamme e i loro abitanti mutilati, una scia di devastazione. Anche a Strogoff e ad altri fuggiaschi accade poi di finire in mano ai Tatari; tra i loro prigionieri ritrova sua madre Marfa e Nadja. Ogareff sa che Marfa è la madre di Michele e la frusta crudelmente , per estorcerle informazioni sul figlio e fargli saltare la copertura. Come Michael vede tutto ciò, non regge più e si rivela ad Ogareff.
Per Ogareff è ora chiaro che quel forestiero altri non è che il corriere dello zar. Il diritto di scegliere la pena per Strogoff spetta all'emiro, che lo condanna all'accecamento. Ogareff cavalca alla volta di Irkusts con la lettera dello zar di cui si è impadronito, mentre Marfa muore tra le braccia del figlio accecato. Con l'aiuto di Nadja, Michele Strogoff riesce a raggiungere Irkutsk superando molti altri pericoli e ostacoli. La città è circondata dalle schiere tatare ed è sottoposta a lunghi bombardamenti; non potrà resistere ancora a lungo. Il granduca che governa la città per conto dello zar crede che Ogareff si trovi in possesso della lettera dell'imperatore; accetta perciò le sue proposte tese a salvare la città. Quando  Nadja riconosce Ogareff nel palazzo del governatore, si arriva al duello tra il ribaldo e il corriere. Mentre la vittoria arride a Michele, i Tatari avanzano all'interno della città. Il granduca riesce, grazie anche a Strogoff, che ha riacquisito la vista, a respingere i Tatari con le forze russe di difesa.

## Produzione
Il film fu girato tra il 4 giugno e il 15 settembre 1956 in varie località in Jugoslavia. La prima mondiale si svolse il 14 dicembre 1956 a Parigi.
Nel 1961 uscì un seguito intitolato Il trionfo di Michele Strogoff, ancora con Curd Jürgens nel ruolo di protagonista.